# Генхъ
Генхъ или Гънхъ (на китайски: 根河) е река в Североизточен Китай, в автономния регион Вътрешна Монголия, десен приток на Аргун. Дължината ѝ е около 300 km, а площта на водосборния ѝ басейн – 13 800 km². Река Генхъхъ води началото си от северната част на планината Голям Хинган, на 875 m н.в., в автономния регион Вътрешна Монголия. По цялото си протежение тече основно в югоизточна посока в широка и силно заблатена и залесена долина. Влива се отдясно в река Аргун (дясна съставяща на Амур), на 515 m н.в., на границата с Русия. Основни притоци: Толахъ (ляв), Ягъхъ (десен). Има ясно изразено лятно пълноводие и есенно-зимно маловодие. Водите ѝ се използват основно са превоз на необработен дървен материал.